# Cheilosia pseudogrossa
Cheilosia pseudogrossa är en tvåvingeart som beskrevs av Stackelberg 1968. Cheilosia pseudogrossa ingår i släktet örtblomflugor, och familjen blomflugor. Inga underarter finns listade i Catalogue of Life.